# Lippische Landeskirche
Die Lippische Landeskirche ist eine von 20 Gliedkirchen (Landeskirchen) der Evangelischen Kirche in Deutschland (EKD). Wie alle Landeskirchen ist sie eine Körperschaft des öffentlichen Rechts, ihr Sitz ist in Detmold. Die Lippische Landeskirche hat 140.276 Gemeindemitglieder – zirka 40,9 % der Gesamtbevölkerung – (Stand: 2022) in 65 reformierten und lutherischen Kirchengemeinden. Ein Jahr zuvor waren es 144.544 Mitglieder (42,1 % der Gesamtbevölkerung). Den größten Anteil am Rückgang der Mitgliederzahl hat die Altersentwicklung, aber auch Wanderungsbewegungen und Austritte spielen eine Rolle. Sie ist eine von drei evangelischen Landeskirchen im Land Nordrhein-Westfalen, die weiteren sind die Evangelische Kirche im Rheinland und die Evangelische Kirche von Westfalen.
Die Lippische Landeskirche ist eine Kirche mit zwei gleichberechtigten evangelischen Bekenntnissen (lutherisch und reformiert), aber überwiegend reformiert geprägt. Sie ist Mitglied in der Weltgemeinschaft Reformierter Kirchen und im Reformierten Bund. Die 58 reformierten Gemeinden sind regional in vier Klassen (Bezirken) zusammengefasst. Die zehn lutherischen Gemeinden bilden eine eigene lutherische Klasse innerhalb der Landeskirche. Diese Klasse ist Mitglied im Lutherischen Weltbund, in dem sie als Mitgliedskirche geführt wird. Als Kirche mit zwei verschiedenen Bekenntnissen ist die Lippische Kirche 2003 auch der Union Evangelischer Kirchen beigetreten.
Hauptkirche der Lippischen Landeskirche ist die Erlöserkirche in Detmold. Die beiden größten Kirchen sind die evangelisch-reformierte Christuskirche (Detmold-West) und die evangelisch-reformierte Kilianskirche in Schötmar. Die größte und älteste lutherische Kirche ist St. Nicolai in Lemgo.

## Gebiet der Landeskirche
Das Gebiet der Lippischen Landeskirche ist der Landesteil von Nordrhein-Westfalen, welcher das bis 1947 bestehende Land Lippe umfasst, das nach dem Zweiten Weltkrieg zur britischen Besatzungszone gehörte und seinerzeit in das Land Nordrhein-Westfalen eingegliedert wurde. Hier umfasste es zunächst die beiden Kreise Detmold und Lemgo, die bei der Kreisreform 1973 durch das Bielefeld-Gesetz zum Kreis Lippe (Kreissitz in Detmold) vereinigt wurden, so dass das Gebiet der Landeskirche im Wesentlichen den neuen Kreis Lippe innerhalb des Regierungsbezirks Detmold umfasst.
Es gibt einige Abweichungen zwischen dem lippischen Kreisgebiet und dem Gebiet der Landeskirche. Im Bereich der Stadt Lügde gehören nur die reformierten Kirchengemeinden Elbrinxen und Falkenhagen zur Lippischen Landeskirche. Der Altstadtbereich mit der evangelisch-lutherischen Kirchengemeinde Lügde ist weiterhin eine Exklave des westfälischen Kirchenkreises Paderborn. Das niedersächsische Dorf Goldbeck gehört zur reformierten Kirchengemeinde Bösingfeld in Extertal. Das zur Stadt Steinheim im Kreis Höxter zählende Dorf Hagedorn gehört zur reformierten Kirchengemeinde Schwalenberg.

## Geschichte

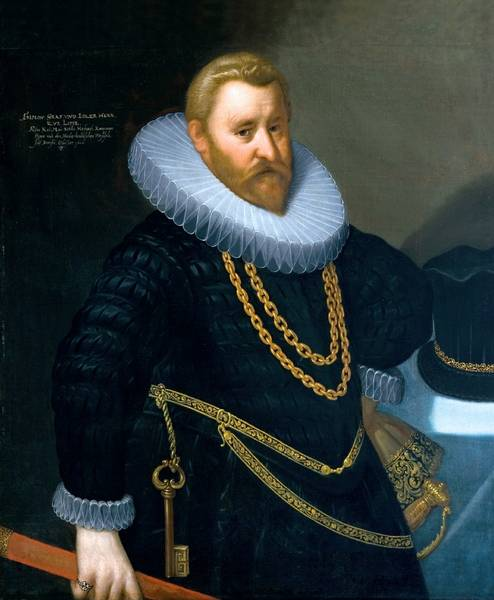
Simon VI. zur Lippe führte 1605 die reformierte Konfession ein

Die Geschichte der Lippischen Landeskirche ist untrennbar mit der Geschichte des Landes Lippe verbunden, das vor der Reformation zu den Bistümern Minden und Paderborn gehörte. Ab 1522 wurde jedoch in Lemgo nach lutherischer Ordnung gepredigt, und 1533 hielt die Reformation im gesamten Lande Einzug. 1538 wurde die lutherische Kirchenordnung auf dem Landtag zu Cappel für Lippe angenommen. Diese Kirchenordnung wurde 1571 in überarbeiteter Form erneut beschlossen und gilt als Lippisch-Spiegelberger Kirchenordnung für den Bekenntnisstand der lutherischen Gemeinden Lippes bis heute. 1605 trat Graf Simon VI. zum reformierten Bekenntnis über. Freiwerdende Pfarrstellen besetzte er mit reformierten Pfarrern. Die geltende Kirchenordnung und der Katechismus Luthers blieben vorläufig in Geltung. Ab 1605 kam es in mehreren Orten Lippes zu Unruhen und Aufständen gegen die Einführung des reformierten Bekenntnisses. Lemgo, Teile des lippischen Adels und der Stadtbürger in Detmold blieben lutherisch. 1854 wurden katholische Gemeinden gesetzlich zugelassen, und die Lutheraner wurden den reformierten Gemeinden gleichgestellt. 1877 gab sich die Kirche eine Synodalordnung, wenngleich die Synode zunächst wenig Bedeutung hatte. Sie tagte erstmals 1878.
Oberhaupt der Kirche war der jeweilige Herrscher des Fürstentums Lippe als summus episcopus. Geistlicher Leiter war ein Generalsuperintendent. Nach Ende des Ersten Weltkriegs trat an die Stelle des landesherrlichen Kirchenregiments der neu geschaffene Landeskirchenrat mit dem Generalsuperintendenten (ab 1936 Landessuperintendenten) an der Spitze. 1931 gab sich die Kirche eine neue Verfassung.
Im Kirchenkampf ab 1934 gehörte die Landeskirche zu den intakten Kirchen, die nicht von den Deutschen Christen beherrscht wurden. Insbesondere ordinierte die lippische Kirche ausgebildete Pfarrer der Bekennenden Kirche.
Auch nach dem Zweiten Weltkrieg blieb das Land Lippe zunächst noch bestehen und wurde erst 1947 Teil des Landes Nordrhein-Westfalen. Die Lippische Landeskirche war davon nicht betroffen. Sie trat 1948 der Evangelischen Kirche in Deutschland bei. Die Kirchenverwaltung (Landeskirchenamt) befand sich von Anfang an in Detmold.
1973 war die Lippische Landeskirche die erste Kirche, die die Leuenberger Konkordie unterzeichnet hat. Diese verpflichtet die Mitgliedskirchen zu gegenseitiger Kanzel- und Abendmahlsgemeinschaft. Die Frauenordination und die Segnung gleichgeschlechtlicher Paare sind erlaubt.

## Leitung der Landeskirche

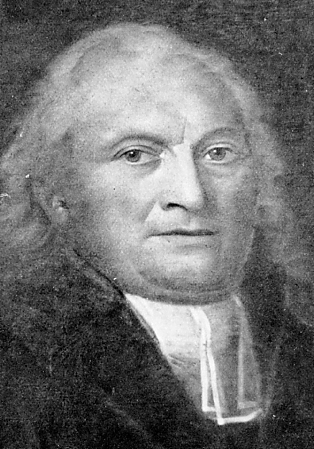
Ludwig Friedrich August von Cölln

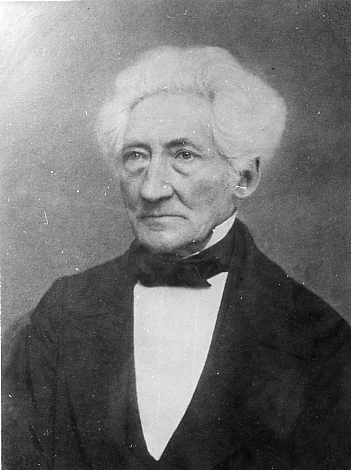
Georg Althaus

### Leitender Geistlicher
An der Spitze der Lippischen Landeskirche steht außerhalb der Tagungen der Landessynode der Landeskirchenrat. Sein Vorsitzender ist der Landessuperintendent (bis 1936 „Generalsuperintendent“), der von der Landessynode gewählt wird. Mit der Vollendung seines 65. Lebensjahres tritt der Landessuperintendent in der Regel in den Ruhestand. Der Landessuperintendent ist zugleich geistlicher Leiter der Reformierten in der Lippischen Landeskirche. Mit gleichen Rechten und Pflichten fungiert der Lutherische Superintendent für die 28.000 lutherischen Christen und 10 lutherischen Gemeinden in Lippe (lutherischer Superintendent seit 1. Mai 2005: Andreas Lange).

### Generalsuperintendenten bzw. Landessuperintendenten
Die Angaben bis 1881 entstammen dem Werk August Dreves’.
- 1538–1563: keine Amtsbesetzung
  - 1542: Antonius Corvinus / Anton Rabener, interimistisch für eine Kirchenvisitation berufen
- 1563–1599: Johann von Exter / Joannes Exterus, letzter lutherischer Generalsuperintendent
- 1599–1618: Henrich Dreckmeyer / Heinrich Dreckmeier († 1618)
- 1619–1626: Erasmus Phoenius († 1640)
- 1626–1631: Johann Mutius († 1631, 42-jährig)
- 1631–1637: Johann Obenolius
- 1638–1650: Henrich Thulemeyer († 1657), wegen seines Temperaments umstritten, in den Ruhestand versetzt
- 1650–1677: Conrad Sustmann († 1677, 65-jährig)
- 1677–1691: Jacob Zeller / Johann Jakob Zeller (Zürich, 2. März 1626 – 12. Oktober 1691, Detmold)
- 1692–1714: Johann Vineator/Weingärtner († 1714)
- 1715–1722: Johann Conrad Schieß († 1725 in England), Spätsommer 1721 wegen „ärgerlicher Aufführung und anstößiger Lebensart“ suspendiert, 1722 unerlaubt fortgezogen
- 1722–1727: Hermann Diederich Rickmeyer (1678–1751), wegen Pflichtversäumnis entlassen
- 1728–1743: Dietrich Köhler
- 1744–1746: Friedrich Christian Müller († 1746)
- 1746–1761: Caspar Curtius (1700–1761)
- 1762–1770: Christoph Philipp Erp-Brockhausen (1712–1770)
- 1771–1780: Ferdinand Stosch (1717–1780)
- 1781–1796: Johann Ludwig Ewald
- 1796–1804: Ludwig Friedrich August von Cölln
- 1805–1836: Ferdinand Weerth
- 1837–1857: Georg Friedrich Althaus (1789–1863), Rücktritt

- 1857–1860: Vakanz

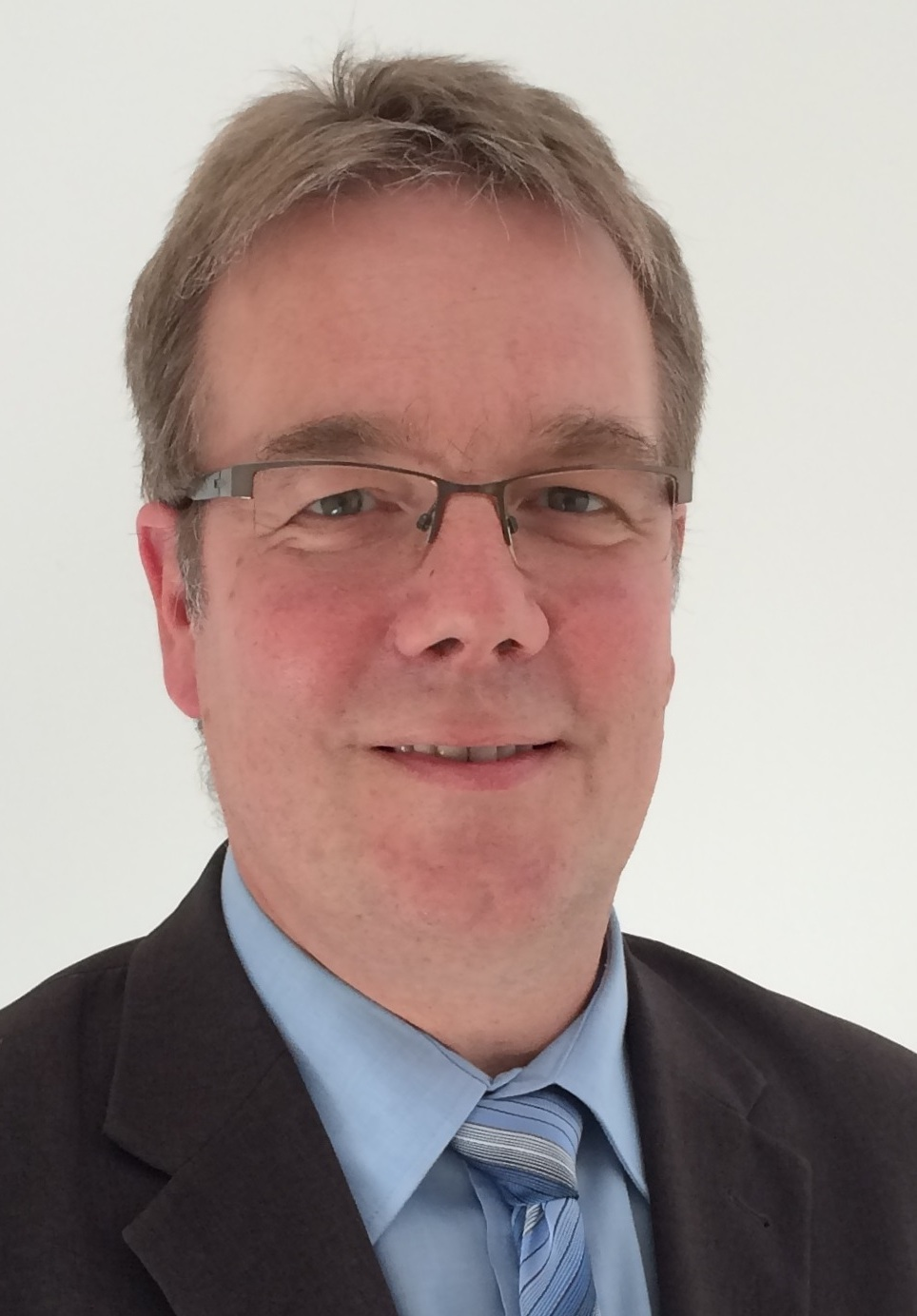
Dietmar Arends 2014

  - 1857–1860: August von Cölln, Konsistorialrat, geschäftsführend als Generalsuperintendent
- 1860–1865: August von Cölln († 1865)
- 1866–1868: Friedrich August Wessel
- 1869–1886: Adolf Karl Koppen
- 1886–1901: Johannes Credé
- 1901–1930: August Wessel
- 1930–1936: Vakanz
- 1936–1958: Wilhelm Neuser
- 1959–1970: Udo Smidt
- 1970–1979: Fritz Viering
- 1980–1996: Ako Haarbeck
- 1996–2005: Gerrit Noltensmeier
- 2005–2013: Martin Dutzmann[8]
- seit März 2014: Dietmar Arends

### Landessynode
Als „Parlament“ hat die Landeskirche eine Landessynode. Deren Mitglieder, die Synodalen, werden auf vier Jahre von den Klassensynoden gewählt bzw. vom Landeskirchenrat berufen. Ihr gehören u. a. die Superintendenten der acht Klassen an. Die Aufgabe der Synode ist ähnlich wie die von politischen Parlamenten. Die Landessynode stellt die eigentliche Leitung der Kirche dar. Vorsitzender der Synode ist der Präses. Amtierender Präses ist seit Januar 2019 Michael Keil, Pfarrer der evangelisch-reformierten Kirchengemeinden Barntrup, Alverdissen und Sonneborn.

### Präsides der Synode
- Gerrit Noltensmeier (1986–1996)[10]
- Hans-Jürgen Meier (1996–1999)[11]
- Martin Böttcher (1999–2007)[12][13]
- Michael Stadermann (2007–2019)
- Michael Keil (2019–heute)[14]

## Verwaltung der Landeskirche

### Landeskirchenamt und Verwaltungshierarchie
Der Landessuperintendent hat seinen Amtssitz in Detmold. Er ist Vorsitzender des Kollegiums, das aus dem Landessuperintendenten sowie einem juristischen und einem theologischen Kirchenrat besteht und im Landeskirchenamt in Detmold seinen Sitz hat. Das Kollegium bildet wiederum zusammen mit dem Präses (Vorsitzender der Synode) und drei weiteren Synodalen den Landeskirchenrat, also die Kirchenleitung („Regierung der Kirche“), deren Vorsitzender ebenfalls der Landessuperintendent ist. Der Landeskirchenrat ist das Hauptorgan der Landeskirche. Er vertritt die Synode, wenn diese nicht tagt.

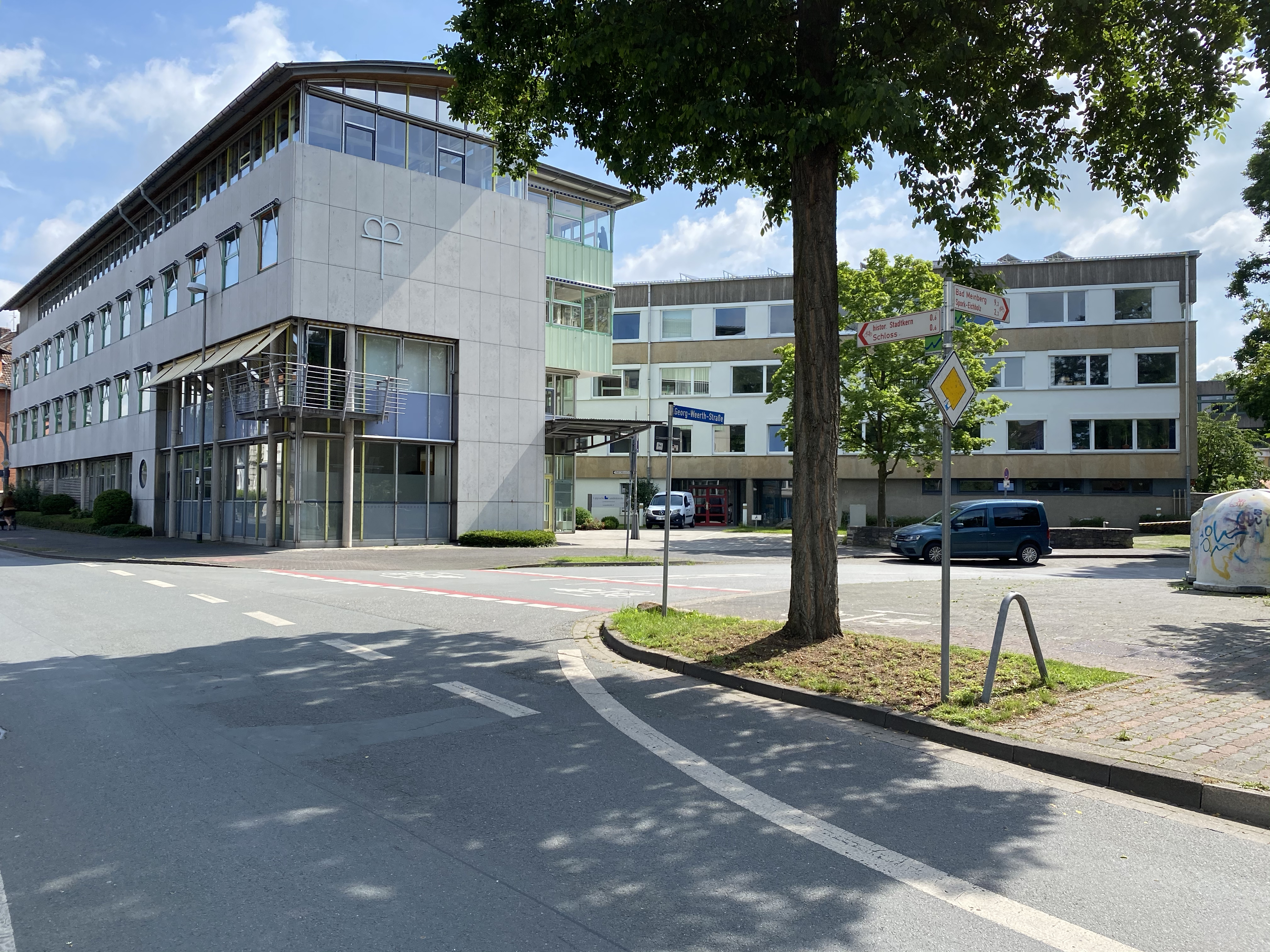
Landeskirchenamt der Lippischen Landeskirche, Alt- und Neubau

In der Verwaltungshierarchie ist die Landeskirche von unten nach oben wie folgt aufgebaut:
An der Basis stehen die Kirchengemeinden mit auf vier Jahre gewählten Kirchenvorständen, deren Mitglieder die „Kirchenältesten“ sind. Dem Kirchenvorstand gehören auch die jeweiligen Pfarrer der Gemeinde sowie weitere Mitglieder mit beratender Stimme an.
Mehrere Kirchengemeinden bilden zusammen eine Klasse (Bezirk) (in der allgemeinen Verwaltung einem Landkreis vergleichbar), an deren Spitze ein Superintendent steht. Die Klassen haben als Gremium die Klassentage, deren Mitglieder von den jeweiligen Kirchenvorständen der Kirchengemeinden entsandt werden, sowie einen Klassenvorstand, zu dem der Superintendent, der Stellvertretende Superintendent, ein Pfarrer als Schriftführer sowie zwei Kirchenälteste aus den Kirchengemeinden gehören. Bis Ende 2014 gab es sechs reformierte und eine lutherische Klasse. Zum 1. Januar 2015 wurde die Zahl der reformierten Klassen auf vier verringert.
Die Klassen bilden zusammen die Landeskirche (in der allgemeinen Verwaltung dem Bundesland vergleichbar). Eine Mittelinstanz (in der allgemeinen Verwaltung einem Regierungsbezirk vergleichbar) gibt es in der Lippischen Landeskirche nicht. Unabhängig von den Klassen und zusätzlich zur Ordnung der Verfassung haben sich in vielen Kommunen die Pfarrer der Kirchengemeinden zu einem Stadtkonvent zusammengetan, in dem reformierte, lutherische, aber auch freikirchliche und römisch-katholische Gemeinden mitarbeiten.
Für die lutherische Klasse, die in liturgischen Fragen eigenständig ist, gibt es einen eigenen Superintendenten und einen Vorstand. Dieser Superintendent vertritt die Klasse nach außen, z. B. im Lutherischen Weltbund.

### Kirchengemeinden
Den vier reformierten Klassen gehören 59 und der lutherischen Klasse 11 Kirchengemeinden an; eine dieser Gemeinden gehört sowohl der reformierten Klasse West als auch der Lutherischen Klasse an. Vor allem in den 1930er Jahren entstanden viele neue Gemeinden durch Aufteilung der bestehenden Gemeinden.

#### Die vier reformierten Klassen
- Nord (14 Gemeinden)
- Süd (13 Gemeinden)
- Ost (18 Gemeinden)
- West (14 Gemeinden)

#### Die Lutherische Klasse
Die Lutherische Klasse ist ein überregionaler Kirchenkreis, zu dem die rund 28.000 lutherischen Mitglieder der Lippischen Landeskirche gehören. Lutherische Kirchengemeinden gibt es in Lemgo (St. Nicolai, St. Marien, Eben-Ezer), Detmold (Detmold, St. Michael (Detmold-Hiddesen)), Bergkirchen, Bad Salzuflen, Lockhausen-Ahmsen, Lage und Blomberg.
Die Leitung der Lutherischen Klasse liegt beim Lutherischen Superintendenten (seit 2005: Andreas Lange) und einem Vorstand.

## Gesangbücher
Die Gemeinden der Lippischen Landeskirche singen bzw. sangen in den letzten Jahrzehnten vor allem aus folgenden Gesangbüchern:
- Neues Gesangbuch für die Evang.-Luth. Gemeinden des Fürstenthums Lippe aus den besten Liedersammlungen nebst einem Anhange und Gebetbuche, 1844
- Gesangbuch für kirchliche und häusliche Andacht der evang. Gemeinden im Fürstenthume Lippe, Lemgo 1830
- Gesangbuch für die kirchliche und häusliche Andacht der evang.-reformierten Gemeinden im Fürstentum Lippe – Neue Ausgabe, Detmold 1918
- Evangelisches Gesangbuch für Rheinland und Westfalen; mit dem Stammteil „Lieder des Deutschen Evangelischen Gesangbuches nach den Beschlüssen des Deutschen Evang. Kirchenausschusses“; Dortmund 1929, mit einem eigenen lippischen Anhang
- Evangelisches Kirchengesangbuch, Ausgabe für die Landeskirchen Rheinland, Westfalen und Lippe; Bielefeld u. a. 1969
- Evangelisches Gesangbuch, Ausgabe für die Evangelische Kirche im Rheinland, die Evangelische Kirche von Westfalen, die Lippische Landeskirche, in Gemeinschaft mit der Evangelisch-reformierten Kirche (Synode evangelisch-reformierter Kirchen in Bayern und Nordwestdeutschland), in Gebrauch auch in den evangelischen Kirchen im Großherzogtum Luxemburg; Gütersloh/Bielefeld/Neukirchen-Vluyn 1996

## Theologische Haltungen
2012 gab die Lippische Landeskirche die Erklärung „Unzerstörbare Menschenwürde“ heraus. Darin wird die Hexenverfolgung als Verbrechen gegen die Menschlichkeit und Missbrauch des christlichen Glaubens bezeichnet.

## Publikationen
In der Lippischen Landes-Zeitung erscheint regelmäßig die Beilage Evangelisch in Lippe, in der monothematisch kirchliche Themen wie Trauer, Diakonie, Mission oder Taufe behandelt werden. Die Wochenzeitung Unsere Kirche erscheint in Lippe mit einem Regionalteil der Landeskirche.